# المعهد الوطني للصناعة
المعهد الوطني للصناعة (إختصاراً بالأسبانية: INI) هو شركة تمويل وصناعية إسبانية مملوكة للدولة تأسست في إسبانيا الفرانكوية لتطوير الصناعة والرقابة الاجتماعية. وقد خلفها جمعية الدولة للمشاركات الصناعية (SEPI) في عام 1995.